# Vlootverdrag van Washington

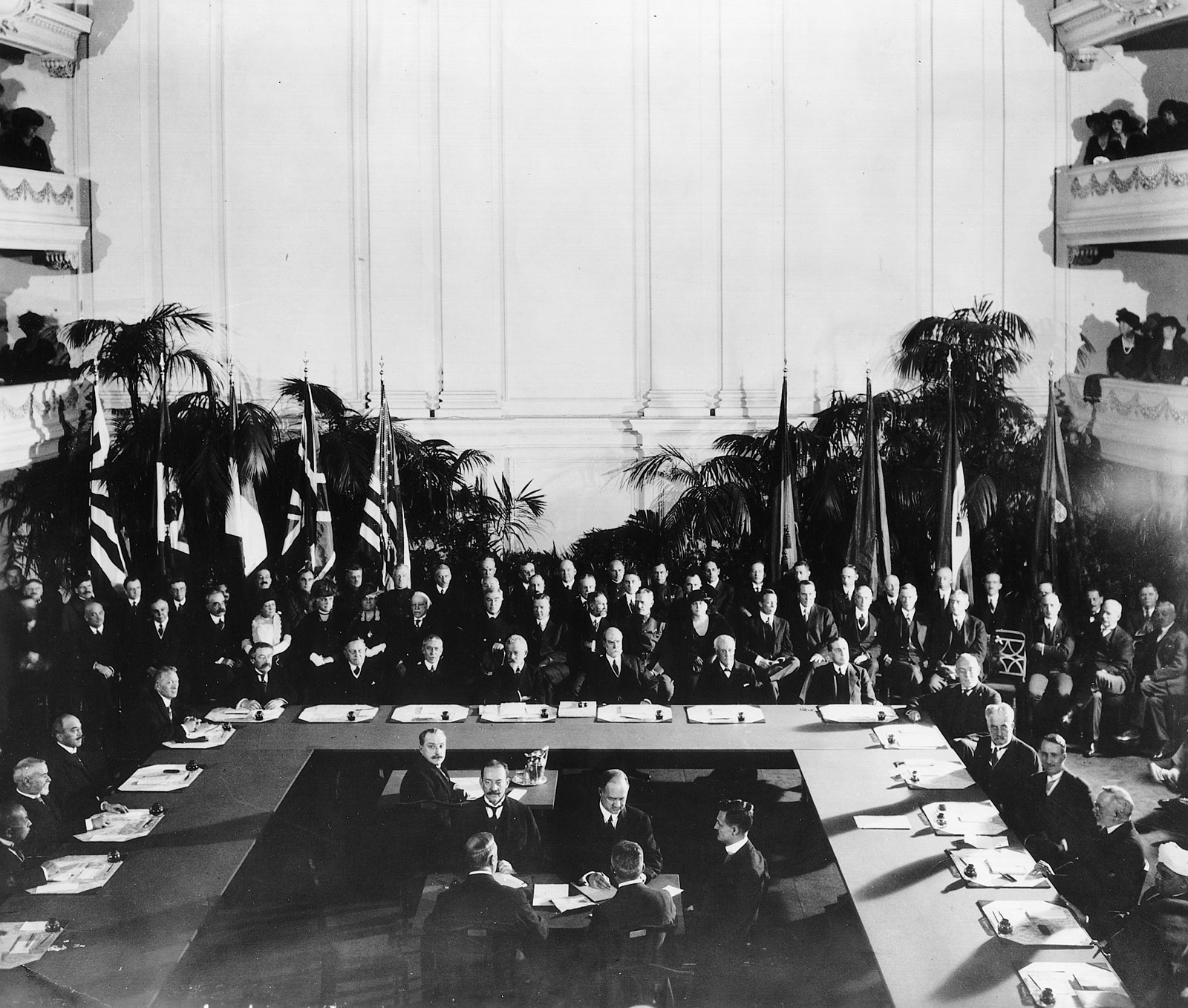
Ondertekening van het Vlootverdrag van Washington (6 februari 1922)

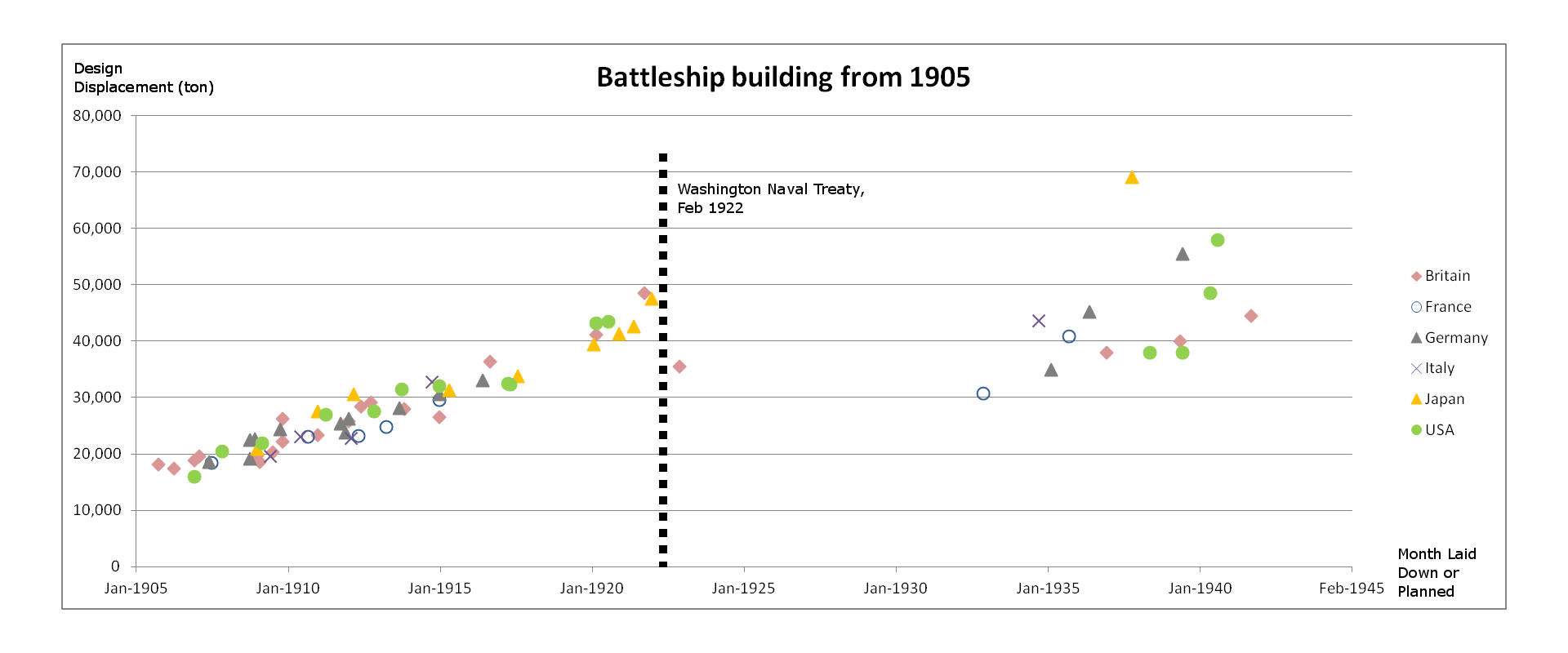
Grootte van oorlogsschepen in de tijd

Op uitnodiging van de Amerikaans regering van Warren Harding vond van november 1921 tot februari 1922 te Washington D.C. diplomatiek overleg plaats, bekend als de Conferentie van Washington: Washington Naval Conference. Het werd bijgewoond door 9 landen, die belangen hadden in het gebied van de Stille Oceaan. De Sovjet-Unie was niet aanwezig. De conferentie resulteerde in een aantal grotere en kleinere verdragen. Het Vlootverdrag van Washington van 6 februari 1922 was er daar een van. Het verdrag werd ondertekend door Verenigd Koninkrijk, Frankrijk, Italië, Japan en de Verenigde Staten.
Het belangrijkste doel was een nieuwe wapenwedloop tussen de mogendheden voorkomen door het stellen van beperkingen met betrekking tot grootte en bewapening van de belangrijkste typen oorlogsschepen, alsmede door een maximaal tonnage op te leggen aan ieder der verdragspartners.
In grote lijnen kwamen de bepalingen neer op het volgende:
1. De totale tonnage aan slagschepen en slagkruisers, de zogenaamde capital ships, werd vastgesteld op 525.000 long ton, gelijk aan 533.400 metrische tonnen, standaardwaterverplaatsing voor zowel de Verenigde Staten als het Verenigd Koninkrijk, 315.000 ton, 320.040 metrische ton voor Japan en 175.000 ton, 177.800 metrisch voor zowel Frankrijk als Italië.
2. Nieuwe slagschepen en slagkruisers werden beperkt tot 35.000 ton of 35.560 metrisch standaardwaterverplaatsing.
3. De maximale bewapening van slagschepen werd beperkt tot 16 inch (406 mm).
4. Het totale tonnage aan vliegdekschepen werd beperkt tot 135.000 ton (137.160 metrisch) voor zowel de Verenigde Staten als het Verenigd Koninkrijk, 81.000 ton (82.296 metrisch) voor Japan en 60.000 ton (60.960 metrisch) voor zowel Frankrijk als Italië.
5. Nieuwe vliegdekschepen mochten niet groter zijn dan 27.000 ton (27.432 metrisch). Het werd echter toegestaan om maximaal 2 vliegdekschepen van 33.000 ton te bouwen, mits het totale tonnage niet werd overschreden.
6. Geschut aan boord van een vliegdekschip mag niet zwaarder zijn dan 8 inch (203 mm).
7. Overige oorlogsschepen, anders dan slagschepen of vliegdekschepen, mochten niet groter zijn dan 10.000 ton (10.160 metrisch) en geen zwaardere bewapening voeren dan 8 inch geschut.

Acht jaar later, in 1930  werd het verdrag met het Verdrag van Londen aangepast. Hierin werden ook beperkingen opgelegd aan het totale tonnage aan kruisers en torpedobootjagers.